# Ana Mulvoy Ten
Ana Maria Mulvoy Ten (Londres, 8 de maio de 1992) é uma atriz inglesa. Ana foi criada e nascida em Londres. Seu pai é irlandês e sua mãe espanhola. Ana é fluente em inglês e espanhol. Atualmente, ela reside em Los Angeles.

## Biografia
Ela foi Rosi na série de televisão espanhola Cosas de la Vida, fez uma aparição em outra série chamada Mitos, da BBC. Teve um papel não creditado no filme da HBO My House in Umbria e protagonizou Amber Millington em House of Anubis.

## Filmografia
| Televisão | Televisão          | Televisão           | Televisão                    |
| Ano       | Programa           | Papel               | Nota                         |
| --------- | ------------------ | ------------------- | ---------------------------- |
| 2015      | CSI: Cyber         | Jennifer Mayfield   | Episódio: "URL, Interrupted" |
| 2014      | Teen Wolf          | Carrie Hudson       | coadjuvante                  |
| 2011-2013 | House of Anubis    | Amber Millington    | Protagonista                 |
| 2009      | My House in Umbria | Belle Francies      | Protagonista                 |
| 2008      | Things of Life     | Pink / Rosi / Rosie | Protagonista                 |
| 2007      | Myths              | Maria Celía         | Protagonista                 |
| 2006      | Yolanda Victoria   | Vitória Fisher      | Protagonista                 |
| 2005      | Strawberry Water   | Yasmin Fortune      | Protagonista                 |
| 2001      | The Rebel Vicky    | Isadora Rock        | Coadjuvante                  |
| 2017      | Famous in Love     | Dakota              | Coadjuvante                  |